# Cantone di La Trimouille
Il Cantone di La Trimouille era una divisione amministrativa dell'arrondissement di Montmorillon.
È stato soppresso a seguito della riforma complessiva dei cantoni del 2014, che è entrata in vigore con le elezioni dipartimentali del 2015.
Comprendeva i comuni di:
- Brigueil-le-Chantre
- Coulonges
- Haims
- Journet
- Liglet
- Saint-Léomer
- Thollet
- La Trimouille